# Irenin
Irenin – część wsi Galów w Polsce, położona w województwie świętokrzyskim, w powiecie buskim, w gminie Busko-Zdrój.
W latach 1975–1998 Irenin administracyjnie należał do województwa kieleckiego.